# Вулиця Урожайна (Тернопіль)
Вулиця Урожайна — вулиця в мікрорайоні «Кутківці» міста Тернополя. 

## Відомості
За часів Польщі (1920-1939) — вулиця За Церквою. Розпочинається від вулиці Дарії Віконської, пролягає на південний схід до вулиці Чумацької, де і закінчується. На вулиці розташовані приватні будинки. В північному напрямку відгалужується вулиця Підгірна.

## Транспорт
Рух вулицею — двосторонній, дорожнє покриття — асфальт. Громадський транспорт по вулиці не курсує, найближча зупинка знаходиться на вулиці Тернопільській.